# No Prayer on the Road
No Prayer on the Road è stato un tour della band heavy metal Iron Maiden, in presentazione del loro album No Prayer for the Dying, uscito nel 1990.

## Notizie generali
Il tour è durato più di un anno, svolgendosi tra il 1990 ed il 1991. Questo è stato il tour d'esordio per Janick Gers, che aveva sostituito il dimissionario Adrian Smith e ha avuto una scenografia più povera dei tour precedenti, ricchi di effetti speciali, luci e fuochi d'artificio.
I gruppi di supporto sono stati Wolfsbane, Anthrax, The Almighty e King's X.

## Date e tappe

### The Holy Smokers UK Tour (Settembre 1990)
| Data       | Città                      | Luogo                              |
| ---------- | -------------------------- | ---------------------------------- |
| 19/09/1990 | Milton Keynes, Inghilterra | Woughton Centre (concerto segreto) |

### Intercity Express Tour (Regno Unito, Settembre - Ottobre 1990)
| Data       | Città                     | Luogo                          |
| ---------- | ------------------------- | ------------------------------ |
| 20/09/1990 | Southampton, Inghilterra  | Mayflower Theatre              |
| 21/09/1990 | Oxford, Inghilterra       | Apollo Theatre                 |
| 23/09/1990 | Dublino, Irlanda          | The Point                      |
| 24/09/1990 | Belfast, Irlanda del Nord | King's Hall, Belfast           |
| 26/09/1990 | Newcastle, Inghilterra    | Newcastle City Hall            |
| 27/09/1990 | Edimburgo, Scozia         | Edinburgh Playhouse            |
| 28/09/1990 | Aberdeen, Scozia          | Capitol Theatre                |
| 30/09/1990 | Ayr, Scozia               | Pavilion                       |
| 01/10/1990 | Preston, Inghilterra      | Guildhall                      |
| 02/10/1990 | Leicester, Inghilterra    | De Montfort Hall               |
| 04/10/1990 | Liverpool, Inghilterra    | Royal Court Theatre, Liverpool |
| 05/10/1990 | Hull, Inghilterra         | City Hall                      |
| 07/10/1990 | Newport, Galles           | Newport Centre                 |
| 08/10/1990 | Cambridge, Inghilterra    | Corn Exchange                  |
| 09/10/1990 | Sheffield, Inghilterra    | Sheffield City Hall            |
| 11/10/1990 | Derby, Inghilterra        | Assembly Rooms                 |
| 12/10/1990 | Manchester, Inghilterra   | Manchester Apollo              |
| 14/10/1990 | Torbay, Inghilterra       | Leisure Centre                 |
| 15/10/1990 | Poole, Inghilterra        | Arts Centre                    |
| 16/10/1990 | Hanley, Inghilterra       | Victoria Hall                  |
| 18/10/1990 | Londra, Inghilterra       | Hammersmith Odeon              |

### No Prayer On The Road (Europa, Ottobre - Dicembre 1990)
| Data       | Città                          | Luogo                               |
| ---------- | ------------------------------ | ----------------------------------- |
| 21/10/1990 | Barcellona, Spagna             | Palau dels Esports de Barcelona     |
| 23/10/1990 | Lisbona, Portogallo            | Cascais Pavilion                    |
| 25/10/1990 | Madrid, Spagna                 | Palacio de Deportes                 |
| 27/10/1990 | San Sebastián, Spagna          | Velodrome                           |
| 29/10/1990 | Parigi, Francia                | Le Zénith                           |
| 30/10/1990 | Parigi, Francia                | Le Zénith                           |
| 01/11/1990 | Bruxelles, Belgio              | Forest National                     |
| 02/11/1990 | Leida, Paesi Bassi             | Groenoordhal                        |
| 03/11/1990 | Leida, Paesi Bassi             | Groenoordhal                        |
| 05/11/1990 | Copenaghen, Danimarca          | K.B. Hallen                         |
| 06/11/1990 | Copenaghen, Danimarca          | K.B. Hallen (Cancellata)            |
| 08/11/1990 | Drammen, Norvegia              | Drammenshallen                      |
| 09/11/1990 | Göteborg, Svezia               | Scandinavium                        |
| 10/11/1990 | Stoccolma, Svezia              | Isstadion                           |
| 12/11/1990 | Helsinki, Finlandia            | Icehall                             |
| 15/11/1990 | Berlino, Germania              | Deutschlandhalle                    |
| 17/11/1990 | Berna, Svizzera                | Festhalle (Cancellata)              |
| 18/11/1990 | Milano, Italia                 | Palatrussardi                       |
| 19/11/1990 | Firenze, Italia                | Palasport                           |
| 20/11/1990 | Roma, Italia                   | Palaeur                             |
| 21/11/1990 | Treviso, Italia                | Palasport                           |
| 23/11/1990 | Saarbrücken, Germania          | Saarlandhalle                       |
| 24/11/1990 | Grenoble, Francia              | Le Summum (Cancellata)              |
| 25/11/1990 | Tolosa, Francia                | Palais des Sports (Cancellata)      |
| 28/11/1990 | Marsiglia, Francia             | Palais des Sports (Cancellata)      |
| 29/11/1990 | Torino, Italia                 | Palasport (Cancellata)              |
| 03/12/1990 | Monaco, Germania               | Rudi-Sedlmayer-Halle                |
| 04/12/1990 | Stoccarda, Germania            | Hanns-Martin-Schleyer-Halle         |
| 05/12/1990 | Würzburg, Germania             | Carl-Diem-Halle                     |
| 07/12/1990 | Brema, Germania                | Stadthalle                          |
| 08/12/1990 | Hannover, Germania             | Eilenriedhalle                      |
| 11/12/1990 | Edimburgo, Scozia              | Ingliston Exhibition & Trade Centre |
| 13/12/1990 | Whitley Bay, Regno Unito       | Ice Rink                            |
| 14/12/1990 | Birmingham, Regno Unito        | NEC Arena                           |
| 15/12/1990 | Birmingham, Regno Unito        | NEC Arena                           |
| 17/12/1990 | Londra, Regno Unito            | Wembley Arena                       |
| 18/12/1990 | Londra, Regno Unito            | Wembley Arena                       |
| 20/12/1990 | Genk, Belgio                   | Limburghalle                        |
| 21/12/1990 | Dortmund, Germania             | Westfalenhalle                      |
| 22/12/1990 | Francoforte sul Meno, Germania | Festhalle                           |

### No Prayer On The Road (Nord America, Gennaio - Marzo 1991)
| Data       | Città                                                     | Luogo                                |
| ---------- | --------------------------------------------------------- | ------------------------------------ |
| 13/01/1991 | Halifax, Canada                                           | Halifax Metro Centre                 |
| 15/01/1991 | Montréal, Canada                                          | Montreal Forum                       |
| 16/01/1991 | Québec, Canada                                            | Colisée Pepsi                        |
| 18/01/1991 | Toronto, Canada                                           | Maple Leaf Gardens                   |
| 19/01/1991 | Rochester (New York), Stati Uniti d'America               | War Memorial                         |
| 21/01/1991 | East Rutherford (New Jersey), Stati Uniti d'America       | Izod Center                          |
| 22/01/1991 | Albany (New York), Stati Uniti d'America                  | Kickerbocker Arena                   |
| 23/01/1991 | Worcester (Massachusetts), Stati Uniti d'America          | Centrum                              |
| 25/01/1991 | Providence (Rhode Island), Stati Uniti d'America          | Civic Center                         |
| 26/01/1991 | New Haven (Connecticut), Stati Uniti d'America            | New Haven Coliseum                   |
| 28/01/1991 | Springfield (Maine), Stati Uniti d'America                | Civic Center (Cancellata)            |
| 29/01/1991 | Filadelfia, Stati Uniti d'America                         | Spectrum                             |
| 31/01/1991 | Pittsburgh (Pennsylvania), Stati Uniti d'America          | A.J. Palumbo Center                  |
| 01/02/1991 | Fairfax (Virginia), Stati Uniti d'America                 | Patriot Center                       |
| 02/02/1991 | Charlestown (Virginia Occidentale), Stati Uniti d'America | Civic Center                         |
| 04/02/1991 | Detroit (Michigan), Stati Uniti d'America                 | The Palace of Auburn Hills           |
| 05/02/1991 | Cleveland (Ohio), Stati Uniti d'America                   | Coliseum at Richfield                |
| 06/02/1991 | Cincinnati (Ohio), Stati Uniti d'America                  | Cincinnati Gardens                   |
| 08/02/1991 | Miami (Florida), Stati Uniti d'America                    | American Airlines Arena (Cancellata) |
| 09/02/1991 | Orlando (Florida), Stati Uniti d'America                  | Amway Arena (Cancellata)             |
| 10/02/1991 | Tampa (Florida), Stati Uniti d'America                    | Sundome (Cancellata)                 |
| 13/02/1991 | Atlanta (Georgia), Stati Uniti d'America                  | Omni Coliseum (Cancellata)           |
| 15/02/1991 | Houston (Texas), Stati Uniti d'America                    | Summit                               |
| 16/02/1991 | Dallas (Texas), Stati Uniti d'America                     | Fairgrounds                          |
| 17/02/1991 | San Antonio (Texas), Stati Uniti d'America                | Convention Center                    |
| 19/02/1991 | San Diego (California), Stati Uniti d'America             | Sports Arena                         |
| 20/02/1991 | Los Angeles (California), Stati Uniti d'America           | Long Beach Arena                     |
| 22/02/1991 | Los Angeles (California), Stati Uniti d'America           | Long Beach Arena                     |
| 23/02/1991 | Phoenix, Stati Uniti d'America                            | Compton Terrace                      |
| 24/02/1991 | Albuquerque (Nuovo Messico), Stati Uniti d'America        | Tingley Coliseum                     |
| 25/02/1991 | Denver (Colorado), Stati Uniti d'America                  | McNichols Sports Arena               |
| 27/02/1991 | Kansas City (Missouri), Stati Uniti d'America             | Municipal Auditorium                 |
| 28/02/1991 | Sioux Falls (Dakota del Sud), Stati Uniti d'America       | Sioux Falls Arena (Cancellata)       |
| 01/03/1991 | Minneapolis (Minnesota), Stati Uniti d'America            | Target Center                        |
| 03/03/1991 | Saint Louis (Missouri), Stati Uniti d'America             | Fox Theater                          |
| 04/03/1991 | Chicago (Illinois), Stati Uniti d'America                 | Allstate Arena                       |
| 06/03/1991 | Winnipeg, Canada                                          | Winnipeg Arena                       |
| 08/03/1991 | Edmonton, Canada                                          | Agri Dome                            |
| 10/03/1991 | Salem (Oregon), Stati Uniti d'America                     | Armory Auditorium                    |
| 11/03/1991 | Seattle (Washington), Stati Uniti d'America               | Seattle Ice Arena                    |
| 13/03/1991 | Sacramento (California), Stati Uniti d'America            | ARCO Arena                           |
| 14/03/1991 | San Francisco (California), Stati Uniti d'America         | Cow Palace                           |
| 15/03/1991 | Bakersfield (California), Stati Uniti d'America           | Bakersfield Civic Auditorium         |
| 17/03/1991 | Laguna Hills (California), Stati Uniti d'America          | Verizon Wireless Amphitheatre        |
| 19/03/1991 | Salt Lake City (Utah), Stati Uniti d'America              | Salt Palace                          |

### No Prayer On The Road (Giappone, marzo - aprile 1991)
| Data       | Città              | Luogo                       |
| ---------- | ------------------ | --------------------------- |
| 28/03/1991 | Tokyo, Giappone    | NHK Hall                    |
| 29/03/1991 | Tokyo, Giappone    | NHK Hall                    |
| 01/04/1991 | Omiya, Giappone    | Sonic City Hall             |
| 02/04/1991 | Osaka, Giappone    | Kosei Nenkin Hall           |
| 03/04/1991 | Yokohama, Giappone | Yokohama Cultural Gymnasium |
| 05/04/1991 | Tokyo, Giappone    | NHK Hall                    |

### No Prayer For the Summer (Europa, giugno - settembre 1991)
| Data       | Città                | Luogo               |
| ---------- | -------------------- | ------------------- |
| 29/06/1991 | Roskilde, Danimarca  | Roskilde Festival   |
| 05/09/1991 | Berna, Svizzera      | Festhalle           |
| 06/09/1991 | Winterthur, Svizzera | Alt Stadt           |
| 21/09/1991 | Tolone, Francia      | Circuit Paul Ricard |

## Tracce
1. Intro: Theme from 633 Squadron
2. Tailgunner
3. Public Enema Number One
4. Wrathchild
5. Die With Your Boots On
6. Hallowed Be Thy Name
7. 22, Acacia Avenue
8. Holy Smoke
9. The Assassin
10. No Prayer For The Dying
11. Hooks In You
12. The Clairvoyant
13. 2 Minutes To Midnight
14. The Trooper
15. Heaven Can Wait
16. Iron Maiden
17. The Number Of The Beast
18. Bring Your Daughter... To The Slaughter
19. Run To The Hills
20. Sanctuary

Tracce omesse in alcune date negli USA:
1. The Assassin
2. Hooks in You

Tracce suonate solo in poche tappe:
1. The Prisoner
2. The Evil That Men Do

## Formazione
Gruppo
- Bruce Dickinson – voce
- Dave Murray – chitarra
- Janick Gers – chitarra
- Steve Harris – basso, cori
- Nicko McBrain – batteria

Altri musicisti
- Michael Kenney – tastiera